# Blankensee (Mecklenburg)
Blankensee ist eine Gemeinde im Landkreis Mecklenburgische Seenplatte im Süden Mecklenburg-Vorpommerns in Deutschland. Sie wird vom Amt Neustrelitz-Land mit Sitz in der nicht amtsangehörigen Stadt Neustrelitz verwaltet und ist mit Haupt- und Realschule, Post, Bahnhof und ärztlichen Einrichtungen Versorgungszentrum für die umliegenden Ortschaften.

## Geografie

### Lage
Das Gebiet um Blankensee liegt in einem Endmoränengebiet südöstlich des Tollensesees, eingebettet zwischen dem Wanzkaer See und dem Rödliner See, deren Abflüsse über die Nonne bzw. die Linde nach Norden zur Tollense/Peene/Ostsee entwässern. Südlich dieses sehr hügeligen Geländes (107 m ü. NHN südlich des Ortsteils Watzkendorf) befindet sich die Wasserscheide zur Havel, die über die Elbe zur Nordsee fließt. Das Gemeindegebiet um den Wanzkaer See gehört zum Landschaftsschutzgebiet Tollensetal, der Rödliner See ist Teil des Naturparkes Feldberger Seenlandschaft.
Umgeben wird Blankensee von den Nachbargemeinden Groß Nemerow und Holldorf im Norden, Burg Stargard im Nordosten, Möllenbeck im Osten, Grünow im Südosten, Carpin im Süden sowie Blumenholz im Westen.

### Ortsteile
Zu Blankensee gehören die Ortsteile Friedrichsfelde, Groß Schönfeld, Hoffelde, Neuhof, Rödlin, Rollenhagen, Wanzka und Watzkendorf.

## Geschichte
Blankensee war ein Angerdorf und wurde 1290 erstmals im Zusammenhang mit dem Kloster Wanzka erwähnt, als die Weihe der dortigen Klosterkirche stattfand. Auch die Wüstung Brughowe muss in der Nähe gelegen haben. Das Dorf Blankensee etwa zwei Kilometer östlich von Wanzka wurde als Angerdorf angelegt. Um den Bahnhof entstand 1877 mit dem Bau der Eisenbahnlinie Berlin–Neubrandenburg die Siedlung »Blankensee-Bahnhof«. Die Einwohner von Blankensee waren 2011 zu 21 % evangelisch und zu 2 % katholisch.
Gut Rödlin war im 18. Jahrhundert Besitz der Familie von Jasmund. Von 1803 bis 1943 war Rödlin großherzogliche Staatsdomäne von Mecklenburg-Strelitz. Ein Flügel des Gutshauses Rödlin aus der zweiten Hälfte des 18. Jahrhunderts wurde 1921 abgerissen, der andere brannte 1961 ab, so dass nur noch der Mittelteil vorhanden ist.
Gut Rollenhagen war nach 1648 bis 1833 im Besitz der Familie Zinow. Das Gutshaus wurde von der Gutsbesitzerfamilie Harras um 1875 gebaut. Das Gut war 1944 im Eigentum von NSDAP-Reichsleiter Martin Bormann. Das Gutshaus war ab 1945 Sitz einer Einheit der Roten Armee, dann Schule und dann Altenheim. Es ist heute ein Wohnhaus.
Eingemeindungen
Am 1. Juli 1950 wurde die bis dahin eigenständige Gemeinde Wanzka eingegliedert. Am 1. Juli 2002 wurden aus der aufgelösten Gemeinde Rödlin-Thurow die Orte Rödlin und Rollenhagen aus- und in die Gemeinde Blankensee eingegliedert. Watzkendorf wurde am 1. Januar 2004 eingemeindet.

## Bevölkerung
| Jahr | Einwohner |
| ---- | --------- |
| 1990 | 1241      |
| 1995 | 1272      |
| 2000 | 1408      |
| 2005 | 1938      |
| 2010 | 1760      |
| 2015 | 1689      |

| Jahr | Einwohner |
| ---- | --------- |
| 2020 | 1636      |
| 2021 | 1634      |
| 2022 | 1632      |
| 2023 | 1611      |

Stand: 31. Dezember des jeweiligen Jahres

## Politik

### Gemeindevertretung
Die Gemeindevertretung von Blankensee besteht aus 12 Mitgliedern. Die Kommunalwahl am 9. Juni 2024 führte bei einer Wahlbeteiligung von 77,1 % zu folgendem Ergebnis:
| Partei / Wählergruppe                      | Stimmenanteil 2019 | Sitze 2019 |  | Stimmenanteil 2024 | Sitze 2024 |
| ------------------------------------------ | ------------------ | ---------- |  | ------------------ | ---------- |
| Wählergemeinschaft der Gemeinde Blankensee | 42,1 %             | 5          |  | 52,6 %             | 7          |
| Die Linke                                  | 22,8 %             | 2          |  | 26,2 %             | 3          |
| CDU                                        | 13,3 %             | 2          |  | 11,3 %             | 1          |
| Einzelbewerber Olaf Totzke                 | –                  | –          |  | 07,0 %             | 1          |
| Bündnis 90/Die Grünen                      | 04,1 %             | –          |  | 02,8 %             | –          |
| SPD                                        | 12,9 %             | 2          |  | –                  | –          |
| Einzelbewerber Vieth                       | .                  | –          |  | –                  | –          |
| Einzelbewerber Bottke                      | .                  | –          |  | –                  | –          |
| Insgesamt                                  | 100 %              | 11         |  | 100 %              | 12         |

Wulf Bednorz (Die Linke) kandidierte sowohl als Gemeindevertreter als auch als Bürgermeister. Da er die Wahl zum Bürgermeister annahm und die Linke keine weiteren Kandidaten nominiert hatte, bleibt einer der drei Sitze seiner Partei in der Gemeindevertretung unbesetzt.

### Bürgermeister
- 2019–2024: Arko Mühlenberg (parteilos)
- seit 2024: Wulf Bednorz (Die Linke)

Am 26. Mai 2019 wurde Mühlenberg ohne Gegenkandidat mit 74,5 % der gültigen Stimmen gewählt.
Bei der Bürgermeisterstichwahl am 23. Juni 2024 wurde Bednorz mit 53,6 % der gültigen Stimmen zu seinem Nachfolger gewählt. Seine Amtszeit beträgt fünf Jahre.

### Dienstsiegel
Die Gemeinde verfügt über kein amtlich genehmigtes Hoheitszeichen, weder Wappen noch Flagge. Als Dienstsiegel wird das kleine Landessiegel mit dem Wappenbild des Landesteils Mecklenburg geführt. Es zeigt einen hersehenden Stierkopf mit abgerissenem Halsfell und Krone und der Umschrift „GEMEINDE BLANKENSEE * LANDKREIS MECKLENBURGISCHE SEENPLATTE“.

## Sehenswürdigkeiten

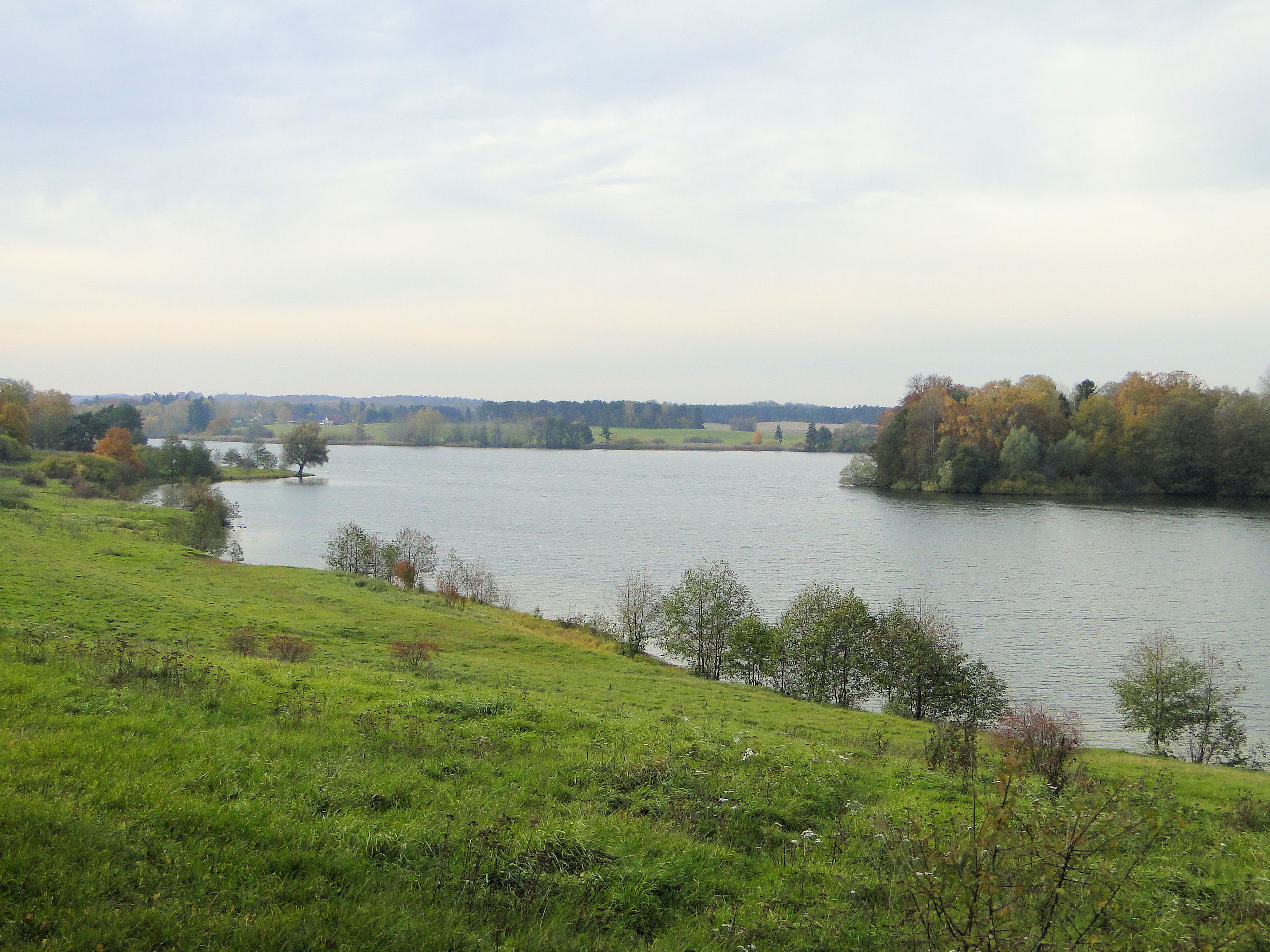
Rödliner See bei Groß Schönfeld

- Spätgotische evangelische Feldsteinkirche in Blankensee vom Anfang des 15. Jahrhunderts mit rundem Chor
- Klassizistische evangelische Kirche in Rödlin vom Anfang des 19. Jahrhunderts nach Plänen von Friedrich Wilhelm Dunckelberg[13]
- Evangelische Backsteinkirche des 1283 gegründeten Zisterzienserinnen-Klosters Wanzka von vor 1283, steht auf einer Halbinsel im Wanzkaer See zwischen Neustrelitz und Neubrandenburg. Die alte gotische Backsteinkirche ist 1833 ausgebrannt; neugotischer, einschiffiger Wiederaufbau von 1843 nach Plänen von Buttel; nur Reste vom Kloster erhalten.
- Evangelische Feldsteinkirche in Watzkendorf vom 15. Jahrhundert mit späterem Turmunterbau und Turmaufsatz von 1734; Altar von 1715
- Gotische Dorfkirche in Rollenhagen aus Feldstein aus dem 14. Jahrhundert, wurde 1995 entwidmet. Der Kirchenraum steht seitdem für Veranstaltungen zur Verfügung.
- Eingeschossiges Gutshaus Groß Schönfeld von nach 1759
- Reste einer ehemaligen großen Wacholderheide bei Wanzka
- Anhöhe der Wanzkaer Mühle (86 m hoch), bietet eine gute Aussicht auf die Seenlandschaft

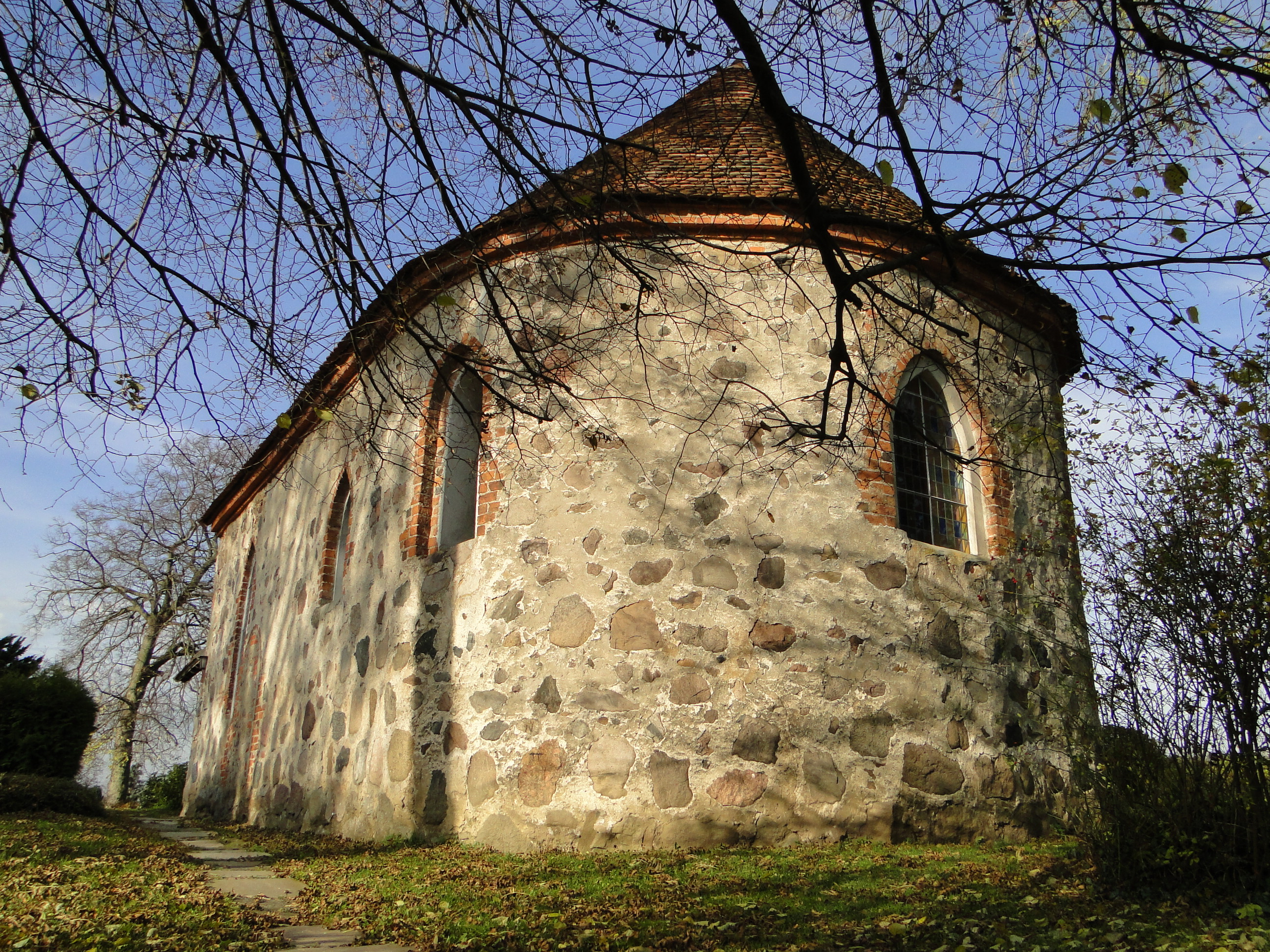
Kirche in Blankensee
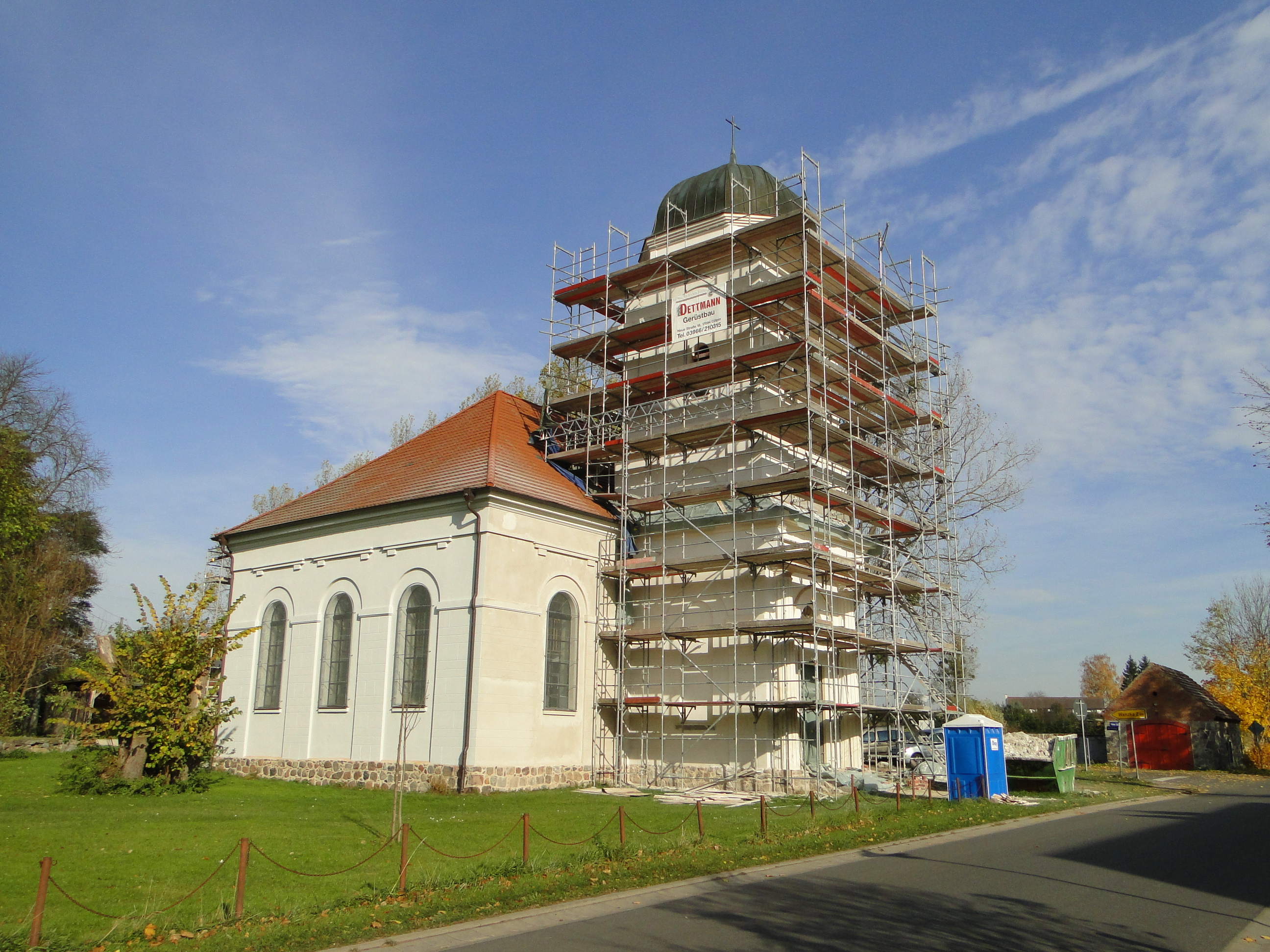
Dorfkirche Rödlin
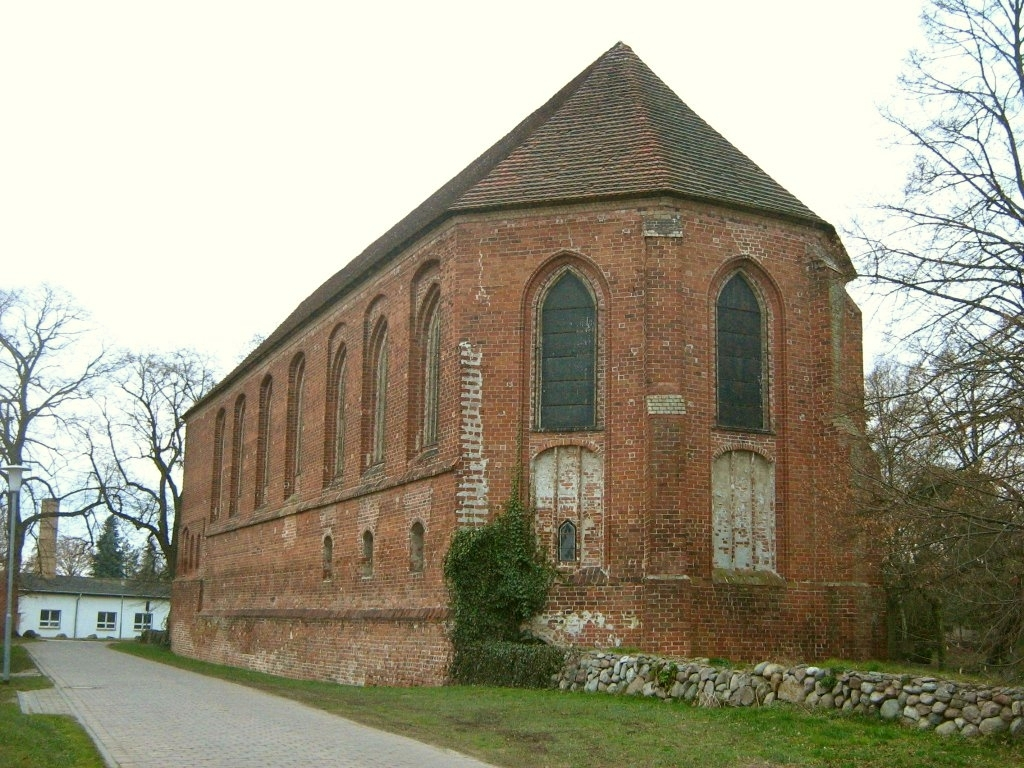
Klosterkirche in Wanzka
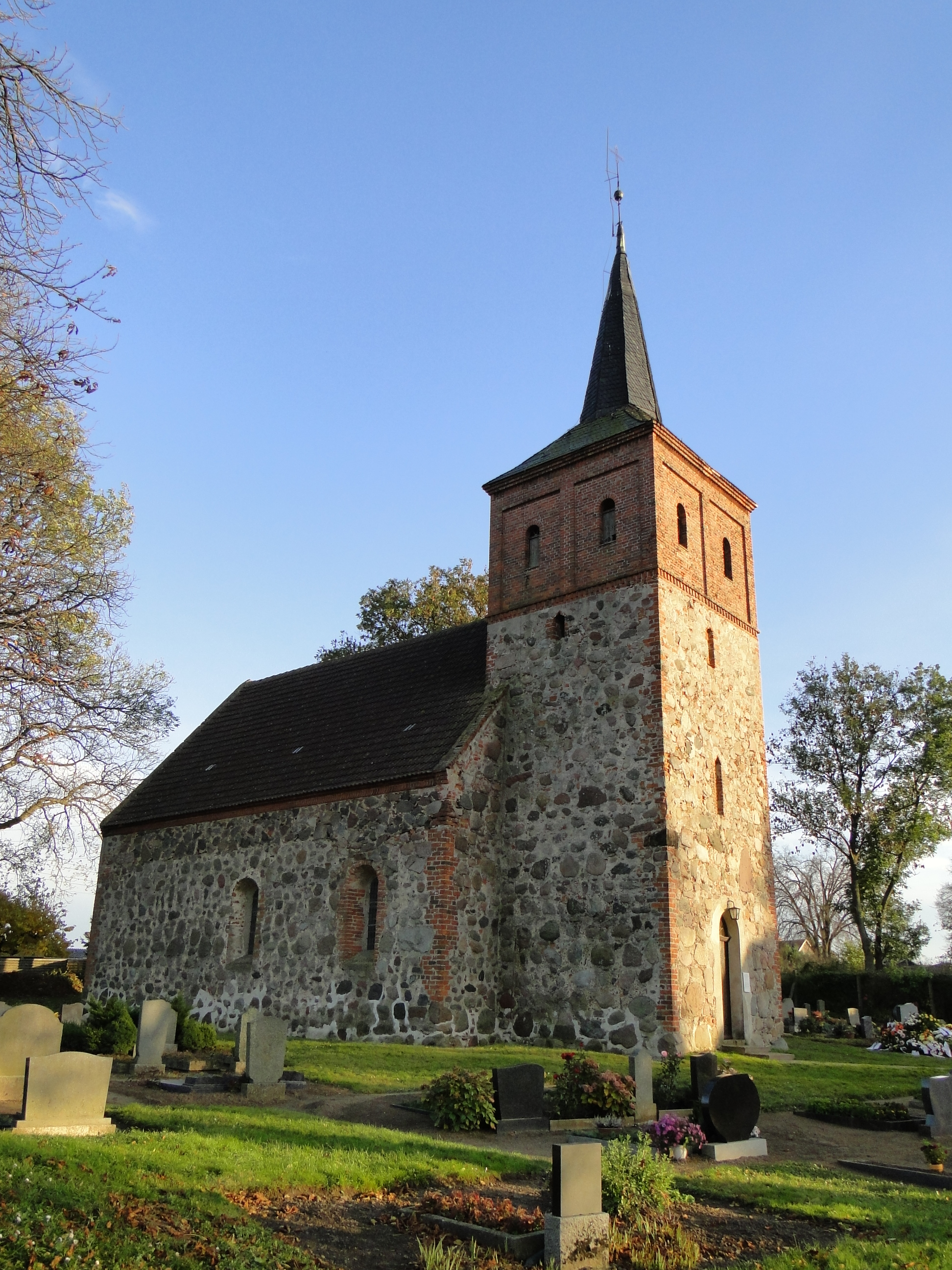
Kirche in Watzkendorf

## Verkehr
Die Gemeinde Blankensee liegt zwischen der Bundesstraße 96 (Neustrelitz–Neubrandenburg) und der Bundesstraße 198 (Neustrelitz–Prenzlau).
Blankensee besitzt einen Bahnhof an der Bahnstrecke Neustrelitz–Stralsund, wo Verkehrsmöglichkeiten im Zweistundentakt bestehen.
Bis 1945 existierte zudem die teils parallel verlaufende Bahnstrecke Neustrelitz–Strasburg, deren Bahnhof sich östlich des Bahnhofs der Nordbahn befand. Das Empfangsgebäude dieser Strecke ist erhalten und steht unter Denkmalschutz.